# Freeman Freeman-Thomas, Hầu tước thứ 1 xứ Willingdon
Freeman Freeman-Thomas, Hầu tước thứ 1 xứ Willingdon (12 tháng 9 năm 1866 - 12 tháng 8 năm 1941), là một quý tộc, nhà quản lý thuộc địa và chính trị gia của Đảng Tự do Anh, từng là Toàn quyền Canada và Phó vương kiêm Toàn quyền Ấn Độ.
Freeman-Thomas sinh ra ở Vương quốc Anh, được học tại Eton College và sau đó là Đại học Cambridge trước khi phục vụ 15 năm trong Pháo binh Sussex. Sau đó, ông tham gia vào các lĩnh vực ngoại giao và chính trị, hoạt động như một phụ tá cho cha vợ khi ông này là Thống đốc của Victoria (Bang Victoria, Úc). Năm 1900, ông được bầu vào Hạ viện Anh. Sau đó, ông đã đảm nhiệm nhiều chức vụ trong chính phủ Anh Quốc, bao gồm: thư ký cho thủ tướng Anh, và sau khi được nâng lên làm Lãnh chúa Willingdon, với tư cách là Lord-in-waiting của Vua George V. Từ năm 1913, Willingdon nắm giữ các chức vụ quản lý thuộc địa trên khắp Đế chế Anh, bắt đầu với quyền thống đốc Bombay và sau đó là thống đốc Madras của Ấn Độ thuộc Anh, trước khi ông được bổ nhiệm làm Toàn quyền Canada vào năm 1926 để thay thế Tử tước Byng của Vimy, giữ chức vụ này cho đến khi Bá tước Bessborough kế nhiệm vào năm 1931. Willingdon ngay lập tức được bổ nhiệm làm Phó vương kiêm Toàn quyền Ấn Độ để thay thế Lãnh chúa Irwin, và ông phục vụ cho đến khi Hầu tước Linlithgow được bổ nhiệm thay thế vào năm 1936.
Sau khi hoàn thành nhiệm vụ tại Ấn Độ, ông trở về Anh và được nâng lên một bậc quý tộc từ Bá tước lên Hầu tước. Sau khi đại diện cho nước Anh tại một số tổ chức và lễ kỷ niệm, Willingdon qua đời năm 1941 tại nhà riêng ở London, và tro cốt của ông được quàn tại Tu viện Westminster.

## Cuộc sống đầu đời và giáo dục
Freeman Thomas là con trai duy nhất của Freeman Frederick Thomas, một sĩ quan trong lữ đoàn súng trường của Ratton và Yapton, và vợ ông, Mabel, con gái của Henry Brand, Thư ký Ngân khố Quốc hội (sau này là Chủ tịch Hạ viện, khi nghỉ hưu ông đã được phong Tử tước Hampden thứ nhất). Trước khi bước qua 2 tuổi, cha của Thomas đã qua đời, mẹ ông đã một mình nuôi dưỡng ông và sau đó đã gửi ông đến Eton College. Tại đây, Thomas đóng vai trò là Chủ tịch của Hội Eton và trong 3 năm là thành viên của đội cricket của trường. Ông mang niềm đam mê môn thể thao này kể cả khi học tại Đại học Cambridge, nơi ông được nhận vào Trinity College sau khi rời Eton, và được chuyển sang chơi cho đội 11 Cambridge, chơi cho Sussex và I Zingari. Cha của ông cũng đã chơi cho Sussex. Sau khi nhập học đại học, Freeman-Thomas đã tình nguyện làm việc cho Pháo binh Sussex trong 15 năm, đạt được cấp bậc Thiếu tá.

## Hôn nhân và sự nghiệp chính trị
Năm 1892, Freeman-Thomas lấy họ bổ sung của Freeman bằng chứng thư  và kết hôn với Hon. Marie Brassey, con gái của Thomas Brassey, sau đó ông này mới được trao tước hiệu Nam tước Brassey. Freeman-Thomas thường coi cô ấy là nguồn động viên, có lần nói rằng: "Vợ tôi là nguồn cảm hứng và động viên không ngừng." Người con trưởng của hai người là Gerard chết trong Thế chiến thứ nhất vào ngày 14 tháng 9 năm 1914, và người con thứ 2 là Inigo cuối cùng kế vị cha mình với tư cách là Hầu tước Willingdon thứ 2.
Năm 1897 Freeman-Thomas được bổ nhiệm làm phụ tá cho bố vợ, lúc đó là Thống đốc bang Victoria của Australia. Khi trở về Vương quốc Anh, Freeman-Thomas gia nhập Đảng Tự do và năm 1900 được bầu vào Hạ viện Anh để đại diện cho Hạt Hastings. Sau đó, ông phục vụ với tư cách là Lãnh chúa Kho bạc trong Nội các Tự do từ tháng 12 năm 1905 đến tháng 1 năm 1906. Mặc dù thất bại trong cuộc bầu cử tháng 1 năm 1906, Freeman-Thomas đã trở lại Hạ viện bằng cách giành chiến thắng trong cuộc bầu cử phụ cho Bodmin, và trong một thời gian, ông giữ chức thư ký cho thủ tướng H. H. Asquith. Đối với những đống góp của mình trong chính phủ, Freeman-Thomas vào năm 1910 đã được trao tước vị Nam tước Willingdon của Ratton ở Hạt Sussex, và năm sau được bổ nhiệm làm Lord-in-waiting cho Vua George V, trở thành người được quốc vương yêu thích trong những trận quần vợt với ngài.

### Thống đốc Bombay

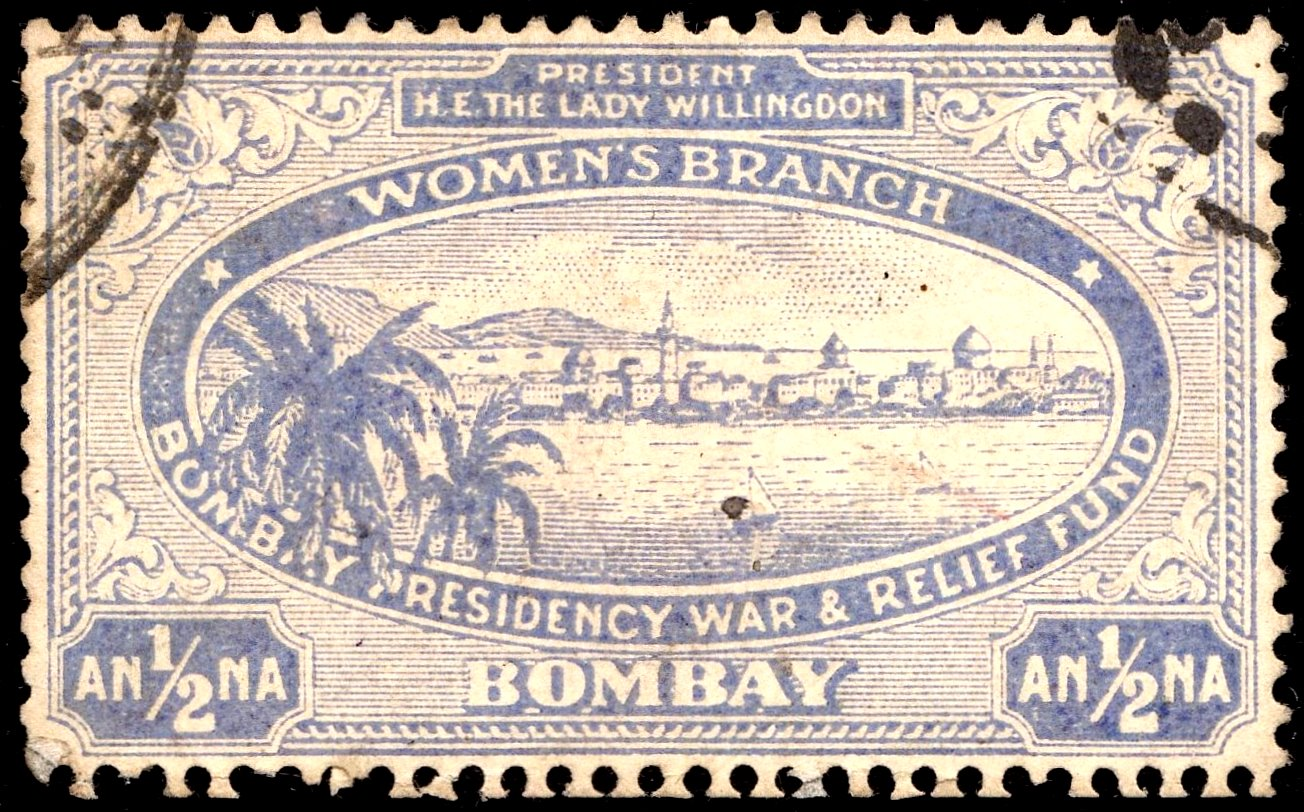
Một con tem từ thiện năm 1916 cho Quỹ Cứu trợ và Chiến tranh của Chủ tịch Bombay do Lady Willingdon tổ chức.

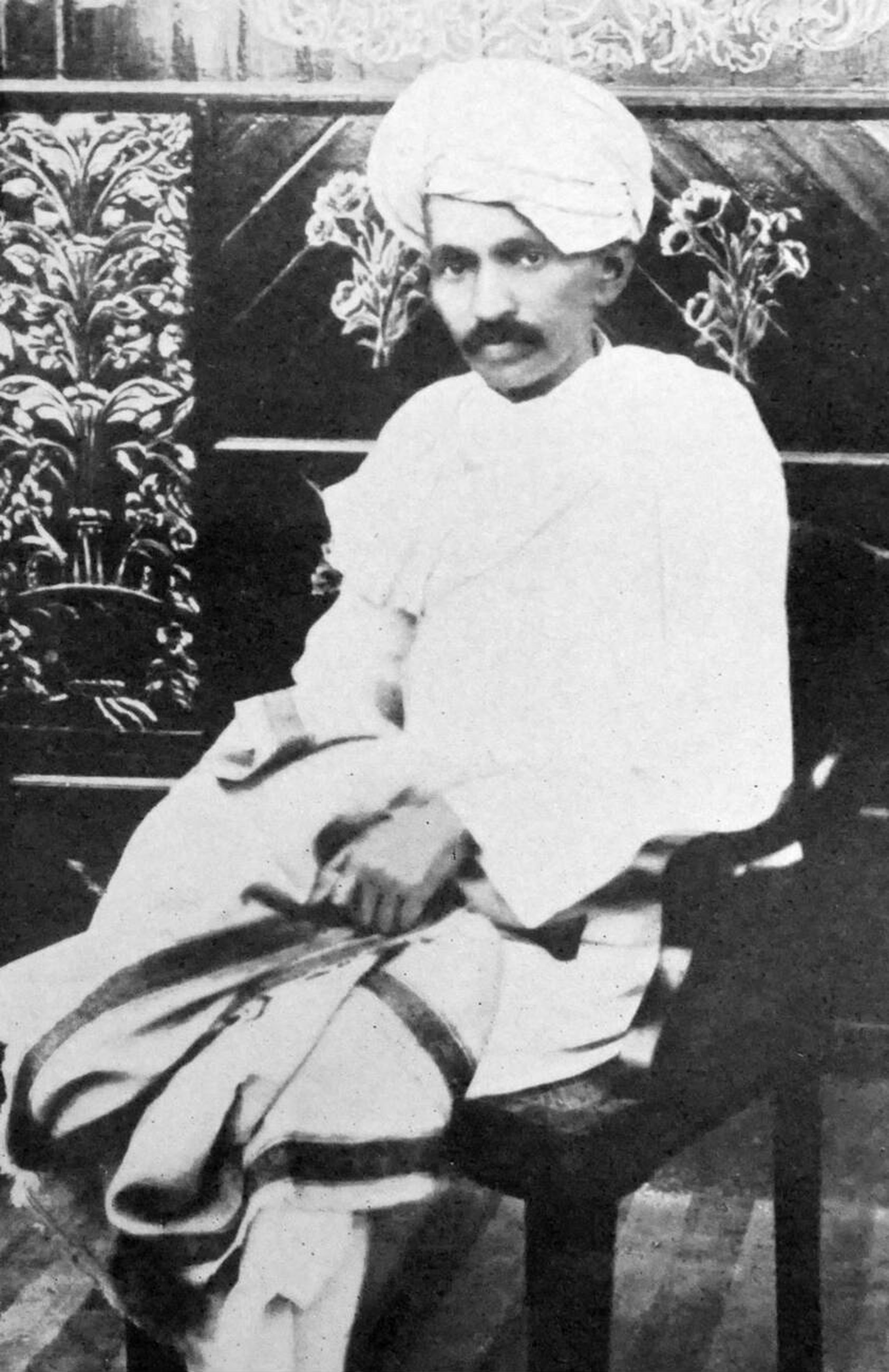
Mahatma Gandhi, việc trở lại Ấn Độ và các hoạt động dân tộc chủ nghĩa sau đó sẽ gây ra vấn đề cho Willingdon với tư cách là Thống đốc Vương quyền của Bombay và Madras

Willingdon vào ngày 17 tháng 2 năm 1913 được bổ nhiệm làm Thống đốc vương quyền của Bombay, thay thế cho Lãnh chúa Sydenham xứ Combe, và để đánh dấu sự kiện này, vào ngày 12 tháng 3 năm 1913 ông được trao Huân chương Đế quốc Ấn Độ với tư cách là Hiệp sĩ Grand Commander. Tuy nhiên, trong vòng một năm, Chiến tranh thế giới thứ nhất đã nổ ra và Ấn Độ thuộc Anh, với tư cách là một phần của Đế quốc Anh, ngay lập tức bị lôi kéo vào cuộc xung đột. Lãnh chúa Willingdon cố gắng phục vụ chính nghĩa Đồng minh, nhận trách nhiệm điều trị những người bị thương từ Chiến dịch Lưỡng Hà. Giữa thời điểm đen tối đó, Mahatma Gandhi từ Nam Phi trở về Bombay và Willingdon là một trong những người đầu tiên chào đón ông và mời ông đến Tòa nhà Chính phủ để dự một cuộc gặp chính thức. Đây là cuộc gặp gỡ đầu tiên giữa Willingdon với Gandhi và sau đó ông mô tả nhà lãnh đạo tinh thần Ấn Độ là "trung thực, nhưng là một người Bolshevik và vì lý do đó rất nguy hiểm."
Năm 1917, một năm trước khi Willingdon từ chức thống đốc, một nạn đói nghiêm trọng đã bùng phát ở vùng Kheda của Tỉnh Bombay, gây ảnh hưởng sâu rộng đến nền kinh tế và khiến nông dân không có khả năng nộp thuế. Tuy nhiên, chính phủ khẳng định rằng thuế không chỉ được trả mà còn thực hiện tăng 23% các loại thuế để có hiệu lực vào năm đó. Do đó, Kheda trở thành bối cảnh cho satyagraha đầu tiên của Gandhi ở Ấn Độ, và với sự hỗ trợ của Sardar Vallabhbhai Patel, Narhari Parikh, Mohanlal Pandya và Ravishankar Vyas, đã tổ chức một Gujarat sabha. Những người dưới ảnh hưởng của Gandhi sau đó đã tập hợp lại với nhau và gửi đơn thỉnh cầu tới Willingdon, yêu cầu ông hủy bỏ các khoản thuế trong năm đó. Tuy nhiên, Nội các đã từ chối và khuyên Thống đốc bắt đầu tịch thu tài sản bằng vũ lực, dẫn đến việc Gandhi sau đó sử dụng phương pháp phản kháng bất bạo động chống lại chính phủ, điều này cuối cùng đã thành công và khiến Gandhi nổi tiếng khắp Ấn Độ sau khi Willingdon rời thuộc địa. Vì những hành động của mình ở đó, liên quan đến việc cai trị và nỗ lực trong thế chiến, Willingdon được Nhà vua trao Huân chương Ngôi sao Ấn Độ vào ngày 3 tháng 6 năm 1918 với tư cách là Hiệp sĩ Grand Commander.

## Tước hiệu quý tộc
Ông sinh trưởng trong một gia đình thường dân, bố ông chỉ là một sĩ quan quân đội và mất sớm khi ông chưa được 2 tuổi. Nhưng trước khi qua đời, ông đã được phong liên tục qua 4/5 bậc quý tộc, lên đến Hầu tước, đây là tước vị quý tộc cao thứ 2 trong 5 bậc quý tộc Anh, chỉ xếp sau Công tước. Sự nghiệp thăng tiến của ông có thể sánh ngang với Rufus Isaacs, Hầu tước thứ nhất của Reading, cũng từng là Phó vương Ấn Độ, từ vị trí của một thường dân đã được phong đến tước Hầu.
Freeman-Thomas nhận tước phong quý tộc đầu tiên vào năm 1910, với tước phong là Nam tước Willingdon của Ratton trong quận Sussex. Ngày 23/06/1924, ông được nâng lên Tử tước , và trước khi hết nhiệm kỳ Toàn quyền Canada ông được phong Bá tước. Sau khi hoàn thành nhiệm kỳ Phó vương Ấn Độ trở về Anh, ngày 26/05/1936, ông được phong Hầu tước xứ Willingdon.
Năm 1941, Freeman-Thomas qua đời, tước vị của ông được người con trai duy nhất là Inigo Freeman-Thomas thừa kế, tuy nhiên dù đã kết hôn 3 lần nhưng ông này không có con, vì thế mà sau khi qua đời vào năm 1979 các tước vị của Hầu tước xứ Willingdon đã bị bãi bỏ và chỉ truyền được 2 đời.